# Viliame Kikau

a Compétitions nationales et continentales officielles uniquement.

b Matchs officiels uniquement.
Viliame Kikau, né le 5 avril 1995 à Nausori (Fidji), est un joueur de rugby à XIII fidjien évoluant au poste de deuxième ligne. Il fait ses débuts en National Rugby League (« NRL ») avec les Panthers de Penrith lors de la saison 2017. Il s'impose au poste de deuxième ligne et y devient une référence en étant désigné meilleur deuxième ligne  de la National Rugby League en 2020. Il est également un cadre de la sélection des Fidji prenant part à la Coupe du monde 2017.

## Biographie
Il est formé aux Fidji au rugby à XV avant d'être repéré par un recruteur de rugby à XIII des Cowboys de North Queensland.

## Palmarès
- Collectif : 
  - Vainqueur de la National Rugby League : 2021 et 2022 (Penrith).
  - Finaliste de la National Rugby League : 2020 (Penrith).

- Individuel :
  - Elu meilleur deuxième ligne de la National Rugby League : 2020, 2021 et 2022 (Penrith).

### En club

#### Statistiques
| Saison | Club             | Compétition           | Matchs | Points | Essais | Goals | Drops |
| ------ | ---------------- | --------------------- | ------ | ------ | ------ | ----- | ----- |
| 2017   | Penrith Panthers | National Rugby League | 9      | 4      | 1      | -     | -     |
| 2018   | Penrith Panthers | National Rugby League | 25     | 20     | 5      | -     | -     |
| 2019   | Penrith Panthers | National Rugby League | 18     | 28     | 7      | -     | -     |
| 2020   | Penrith Panthers | National Rugby League | 18     | 28     | 7      | -     | -     |